# Svatí košičtí mučedníci
Svatí košičtí mučedníci (sv. Marek Križin, sv. Štefan Pongrác, sv. Melichar Grodecki) jsou tři světci, kteří byli umučeni 7. září 1619 v Košicích během protihabsburského povstání Gabriela Betlena. 
Za svaté je prohlásil papež Jan Pavel II. dne 2. července 1995. Košickým mučedníkům jsou zasvěceny kostely v Košicích a v Humenném. Jejich svátek podle kalendáře římskokatolické církve připadá na 7. září.

## Umučení
V době protihabsburských povstání v Uhrách působili v Košicích tři katoličtí misionáři s úmyslem rekatolizovat město, které bylo po reformaci převážně protestantské.
Štefan Pongrác a Melichar Grodecki byli jezuité a Marek Križin byl ostřihomský kanovník, který byl vyslán tamním arcibiskupem do Krásné nad Hornádom (dnes součást Košic), aby tam spravoval majetky bývalého benediktinského opatství.
V období protihabsburských povstání (1604–1711) královská města nestála vždy na straně panovníka a často se přidávala na stranu povstalců. Když na podzim roku 1619 obsadili povstalečtí vojáci Košice, začalo pronásledování katolíků ve městě. Tři košické misionáře chtěli vojáci postupným mučením donutit, aby se zřekli katolické víry. Marek Križin, Štefan Pongrác a Melichar Grodecki však svou víru nezapřeli, a proto byli v Košicích vojáky umučeni v noci ze 6. na 7. září 1619.
Jejich mrtvá těla hodili k zastrašení ostatních katolíků ve městě do odpadního kanálu – stoky na dnešní Hlavní ulici. Místní kat nakonec v noci tajně těla mrtvých kněží pohřbil.
Na místě, kde byli svatí košičtí mučedníci umučeni, dnes v Košicích stojí kostel premonstrátů, postavený jezuity z úcty k mučedníkům.

## Přesun ostatků
V roce 1620 se manželce uherského palatina Pálffyho, Kateřině Forgáčové, podařilo získat jejich tělesné ostatky. Nejprve byly uchovávány na jejím panství v Nižné Šebastové (dnes součást Prešova) a v Hertníku. V roce 1635 byly na žádost kardinála Pazmánye převezeny do Trnavy, kde byly uloženy v kostele klarisek. Dnes jsou pozůstatky rozděleny v kostele sv. Anny a v jezuitském kostele Nejsvětější Trojice.

## Blahořečení
Církevní proces blahořečení košických mučedníků začal sice krátce po jejich smrti, za blahoslavené je však prohlásil až 15. ledna 1905 papež sv. Pius X. Za svaté byli tito tři mučedníci prohlášeni papežem sv. Janem Pavlem II. dne 2. července 1995 během jeho návštěvy Košic.